# Sinal de Hunter
Sinal de Hunter é um sinal clínico que surge com a gravidez, corresponde ao aumento da pigmentação dos mamilos, que torna seus limites imprecisos (como se fosse um alvo).